# Ramiro II av Aragonien
Ramiro II av Aragonien, född 24 april 1086, död 16 augusti 1157, var en monark (kung) av Aragonien. 
Ramiro var munk då han ärvde tronen av sin barnlöse bror. Han fick kyrkans tillåtelse att bestiga tronen, gifta sig och producera en arvinge. När dottern Petronella var född återvände hans maka till sitt hemland Frankrike. Året därpå arrangerade han Petronellas äktenskap, abdikerade till hennes förmån och återvände till kloster. 